# Afrixalus weidholzi
Espèce
Synonymes
- Megalixalus weidholzi Mertens, 1938
- Megalixalus schoutedeni Laurent, 1941

Statut de conservation UICN

 LC  : Préoccupation mineure
Afrixalus weidholzi est une espèce d'amphibiens de la famille des Hyperoliidae.

## Répartition
Cette espèce se rencontre en Gambie, au Sénégal, au Togo, au Ghana, au Cameroun, dans le Sud du Mali et dans le nord-est de la République démocratique du Congo. Cette espèce reste assez méconnue.

## Étymologie
Cette espèce est nommée en l'honneur d'Alfred Weidholz.

## Publication originale
- Mertens, 1938 : Über eine Froschsammlung aus Westafrika. Zoologischer Anzeiger, vol. 123, p. 241-245.